# Radijevići
Radijevići es un pueblo ubicado en la municipalidad de Nova Varoš, en el distrito de Zlatibor, Serbia.

## Superficie
Posee una superficie de 16,53 kilómetros cuadrados.

## Demografía
Hasta 2011 la población era de 134 habitantes, con una densidad de población de 8,104 habitantes por kilómetro cuadrado.